# Quanzhou

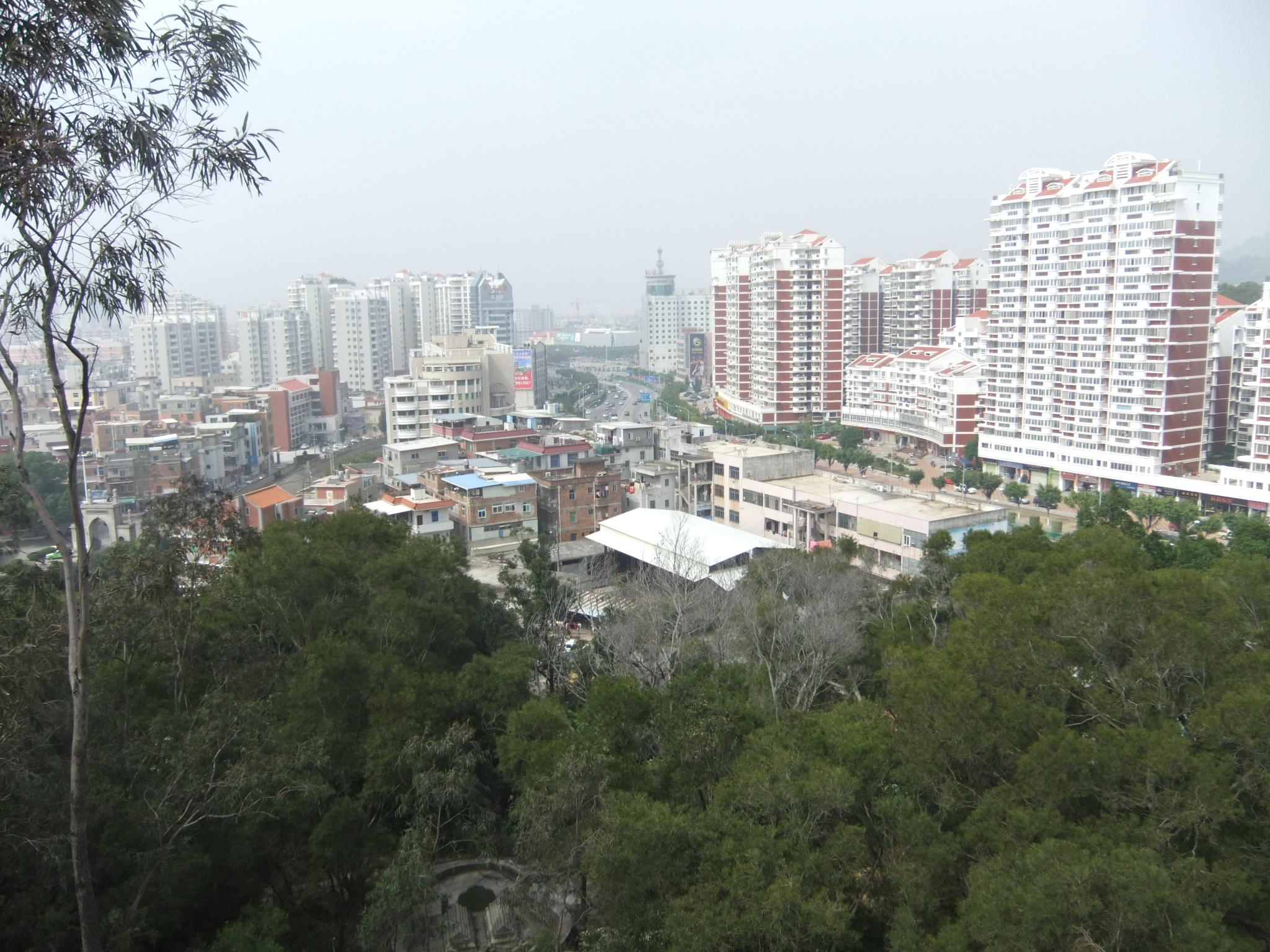
Quanzhou

Quanzhou (泉州市 în chineză simplificată) este un oraș în Republica Populară Chineză, provincia Fujian.

## Demografie
Orașul are o populație de 8,1 milioane de locuitori în zona metropolitană și peste 6 milioane în oraș. 